# マリナ・サナヤ
マリナ・サナヤ・メーリヌィク（ロシア語:  Марина Вальтеровна Саная Мельник、ロシア語ラテン翻字: Marina Valterovna Sanaya Melnyk、1950年6月3日 - ）は、ロシア、モスクワ出身のフィギュアスケート選手（女子シングル）。現在はフィギュアスケート審判員。1972年札幌オリンピックソビエト連邦代表。父は旧ソ連のサッカー選手であるヴァルテル・サナヤ。
2002年ソルトレイクシティオリンピックでは、審判不正疑惑問題に揺れたペアのジャッジを担当していた。

## 主な戦績
| 大会/年        | 1971-72 | 1972-73 | 1973-74 | 1974-75 | 1975-76 |
| -------------- | ------- | ------- | ------- | ------- | ------- |
| オリンピック   | 18      |         |         |         |         |
| 世界選手権     | 21      | 16      |         |         |         |
| 欧州選手権     | 23      | 11      | 21      |         |         |
| プラハスケート |         |         |         |         | 6       |
| ソビエト選手権 |         | 2       |         | 4       |         |